# Mieczysław Weryha Darowski (powstaniec styczniowy)
Mieczysław Weryha Darowski herbu Ślepowron (ur. 1843 w Sufczynie, zm. ?) – polski właściciel dóbr, powstaniec styczniowy, działacz samorządowy i gospodarczy.

## Życiorys
Urodził się w 1843 w Sufczynie. Wywodził się z rodu senatorskiego Weryha Darowskich herbu Ślepowron, pierwotnie pochodzącego z ziemi sanockiej, a potem rozrzuconej po różnych miejscach. Był prawnukiem Szymona (zm. 1785), wnukiem Aleksandra Darowskiego (porucznik dragonów austriackich), synem Mieczysława (1810-1889, powstaniec listopadowy) i Anieli z domu Gozdowicz herbu Gozdawa rodem z Rakszawy. Miał pięcioro rodzeństwa: braci Ludwika, Janusza (ur. 1841, absolwent Politechniki Lwowskiej z 1866, inżynier cywilny, zm. w 1885 w Pizie), Kazimierza (ur. 1844, kształcił się na Politechnice Lwowskiej 1863-1865) oraz siostry Klaudię Wandę (zm. 1874, żona Zdzisława Onyszkiewicza) i Rozalię (zm. 1879). Był też bratankiem Szymona Juliana (1824-1899). Po rabacji chłopskiej z 1846 i zrabowaniu majątku Darowskich w Jurowcach pod Sanokiem przeniósł się z rodziną do Lwowa. Tam w 1848 zniszczeniu uległ należący do jego ojca gmach mieszczący Szkołę Politechniczną. W insurekcji 1863 uczestniczyli także jego bracia Janusz, Kazimierz i Ludwik z których dwóch poniosło śmierć wskutek tychże walk: Ludwik w konsekwencji postrzału zmarł w 1863 w Krakowie, a ranny w bitwie pod Grochowiskami Kazimierz zakończył życie na skutek następczej choroby w 1870 we Lwowie.
Ukończył szkołę realną z egzaminem dojrzałości. W 1860 podjął studia na Akademii Technicznej we Lwowie. Będąc na pierwszym roku studiów w 1861 był współzałożycielem koła Bratniej Pomocy, a w jego domu odbywały się posiedzenia komisji statutowej. W chwili wybuchu powstania styczniowego 1863 przebywał w Krakowie. Przystąpił do tamtejszej organizacji miejskiej zrywu niepodległościowego. Zajmował się pobieraniem podatków i wypłacaniem żołdu. Później służył w oddziałach Zygmunt Jordana i Jana Popiela ps. Chościakiewicza. W bitwie pod Komorowem został wzięty do niewoli i był więziony w Radomiu. 
Potem kontynuował studia we Lwowie, które ukończył w 1866. W tym czasie nadal był działaczem BP przy politechnice lwowskiej, w roku akademickim 1864/1865 członkiem wydziału, w roku akademickim 1866/1867 zastępcą przewodniczącego i w roku akademickim 1866/1867 zastępując Mariana Kuczyńskiego był przewodniczącym do lipca 1867. Podczas Słuchaczów Politechniki we Lwowie (wydana z powodu Zjazdu byłych słuchaczów Akademii technicznej, następnie Szkoły politechnicznej we Lwowie, w dniu 12 lipca 1894 został wybrany wiceprezesem prezydium zjazdu, a podczas wieczornego komersu wybrany jednogłośnie prezesem tegoż.
Po studiach pracował przy budowie kolei. Sprawował stanowisko dyrektora Towarzystwa Przemysłowego we Lwowie. W drugiej połowie XX wieku był właścicielem ziemskim. Posiadał Iskań, w połowie lat 80. figurował jako wyłączny właściciel dóbr tabularnych w Rakszawie, a około 1890 wspólnie z hr. Antonim Gozdowiczem.
Od około 1874 do około 1881 zasiadał w Radzie c. k. powiatu łańcuckiego, wybrany z grupy większych posiadłości i pełnił w tym okresie funkcję członka wydziału. Z ramienia Rady powiatowej od około 1877 do około 1880 był delegatem do C. K. Rady Szkolnej Okręgowej w Rzeszowie. Działał w C. K. Powiatowej Komisji Szacunkowej w Łańcucie, w której od około 1877 do około 1879 był zastępcą członka, a od około 1879 do około 1883 członkiem. Od około 1880 do około 1882 był detaksatorem wydziału okręgowego Kolbuszowa-Łańcut C. K. Galicyjskiego Towarzystwa Kredytowego Ziemskiego. Jako właściciel ziemski z Rakszawy od około 1884 do około 1895 pełnił funkcję taksatora dóbr przy C. K. Sądzie Obwodowym w Rzeszowie. Od około 1896 do około 1905 był członkiem oddziału przemysko-mościsko-bireckiego C. K. Galicyjskiego Towarzystwa Gospodarskiego.
Został pochowany na cmentarzu w Iskaniu. Był żonaty z Jadwigą z domu Załęską herbu Prus III (na przełomie XIX/XX wieku właścicielka Iskania). Miał córki Gabrielę i Rozalię.